# Aero L-159 ALCA
L'Aero L-159 ALCA è un aereo da addestramento avanzato e combattimento monomotore a getto ad ala bassa sviluppato dall'azienda ceca Aero Vodochody nei tardi anni novanta.
Prodotto tra il 1997 ed il 2003, viene utilizzato dalla Vzdušné síly armády České republiky, l'aeronautica militare ceca, in qualità di addestratore avanzato.

## Utilizzatori

### Civili
Stati Uniti
- Draken International

24 L-159E ordinati dall'Aeronautica militare Ceca, ma mai entrati in servizio, consegnati alla Draken partire dal 30 settembre 2015. La manutenzione di radar e sistemi di controllo del tiro è affidata all'italiana Leonardo.

### Militari
Rep. Ceca
- Vzdušné síly armády České republiky

72 tra L-159A e L-159T1 ricevuti, una parte dei quali immagazzinata nel 2003. 21 esemplari (16 L-159A e 5 L-159T1) in servizio al gennaio 2018. Degli esemplari immagazzinati, 24 esemplari ceduti all'statunitense Draken International e 12 all'Aeronautica militare irachena. 3 ulteriori L-159T2 ordinati nel 2016, tutti consegnati al giugno del 2019.
 Iraq
- Al-Quwwat al-Jawwiyya al-'Iraqiyya

10 L-159A e 2 L-159T1 (più tre cellule da utilizzare come fonte di parti di ricambio) ex Aeronautica militare ceca ricevuti nel 2015, con fine consegne a luglio 2018.

## Cultura di massa
- È presente nel videogioco ArmA III, con il nome di "A-143 Buzzard" ed è utilizzato dall'AAF, una delle fazioni del gioco. L'aereo era presente anche nel precedente videogioco Arma II, come caccia multiruolo usato sia dal fittizio Esercito del Takistan sotto il nome di L-39ZA, sia dall'esercito della repubblica Ceca in due versioni: L-159 ALCA e L-39C (quest'ultima come variante da addestramento)